# Estação Ferroviária de São Bartolomeu da Serra

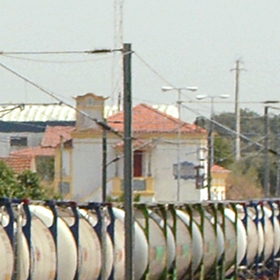
Vista remota de poente, em 2016, do edifício de passageiros encerrado.

A estação ferroviária de São Bartolomeu da Serra é uma gare encerrada da Linha de Sines, situada junto à localidade de São Bartolomeu da Serra, no concelho de Santiago do Cacém, em Portugal.

## Descrição

### Localização e acessos
Esta interface situa-se no limite sul da localidade nominal, distando pouco mais de meio quilómetro do seu centro (parque).

### Infraestrutura
Esta interface apresenta duas vias de circulação, identificadas como I e II, ambas com 750 m de extensão, a primeira acessível por plataforma com 60 m de comprimento e 35 cm de altura; existe ainda uma via secundária, identificada como III, com comprimento de 150 m e não-eletrificada. O edifício de passageiros situa-se do lado norte da via (lado direito do sentido ascendente, para Sines).
A localização nominal exata desta interface na ferrovia continente é variavelmente dada como PK 151+100 e PK 151+121.

## História
O primeiro lanço da Linha de Sines, entre Ermidas-Sado e São Bartolomeu da Serra, entrou ao serviço em 9 de Abril de 1927, enquanto que o lanço seguinte, até ao PK 156+4, abriu à exploração em 1 de Julho de 1929.
Os serviços de passageiros, da empresa Caminhos de Ferro Portugueses, foram suspensos na Linha de Sines a 2 de Janeiro de 1990, afetando também esta interface.

Em dados reportados anteriormente, já depois do encerramento dos serviços de passageiros, esta interface contava com duas vias de circulação, ambas com 604 m de comprimento, e com uma só plataforma, que apresentava 35 cm de altura e 60 m de comprimento — valores mais tarde alterados para os atuais.